# Picanha

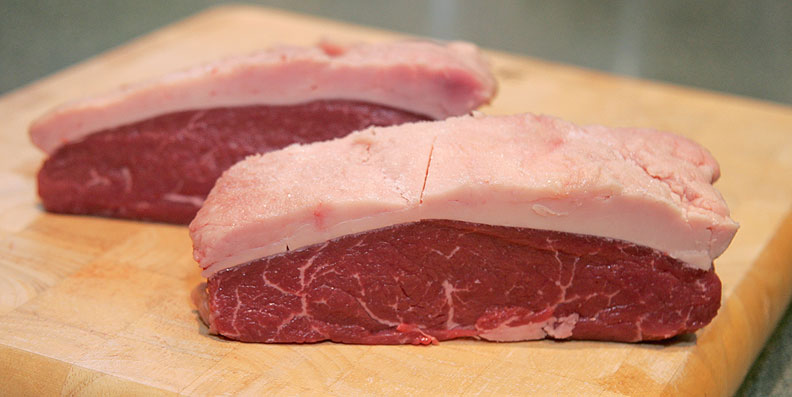
Picanha (crue).

La picanha (parfois picaña) est une découpe du bœuf populaire dans la cuisine brésilienne, puis adoptée plus internationalement. Elle se compose du muscle biceps fémoral et de sa calotte adipeuse.
Cette découpe est populaire dans la majeure partie de l'Amérique latine et a acquis une réputation de viande de choix pour le barbecue.

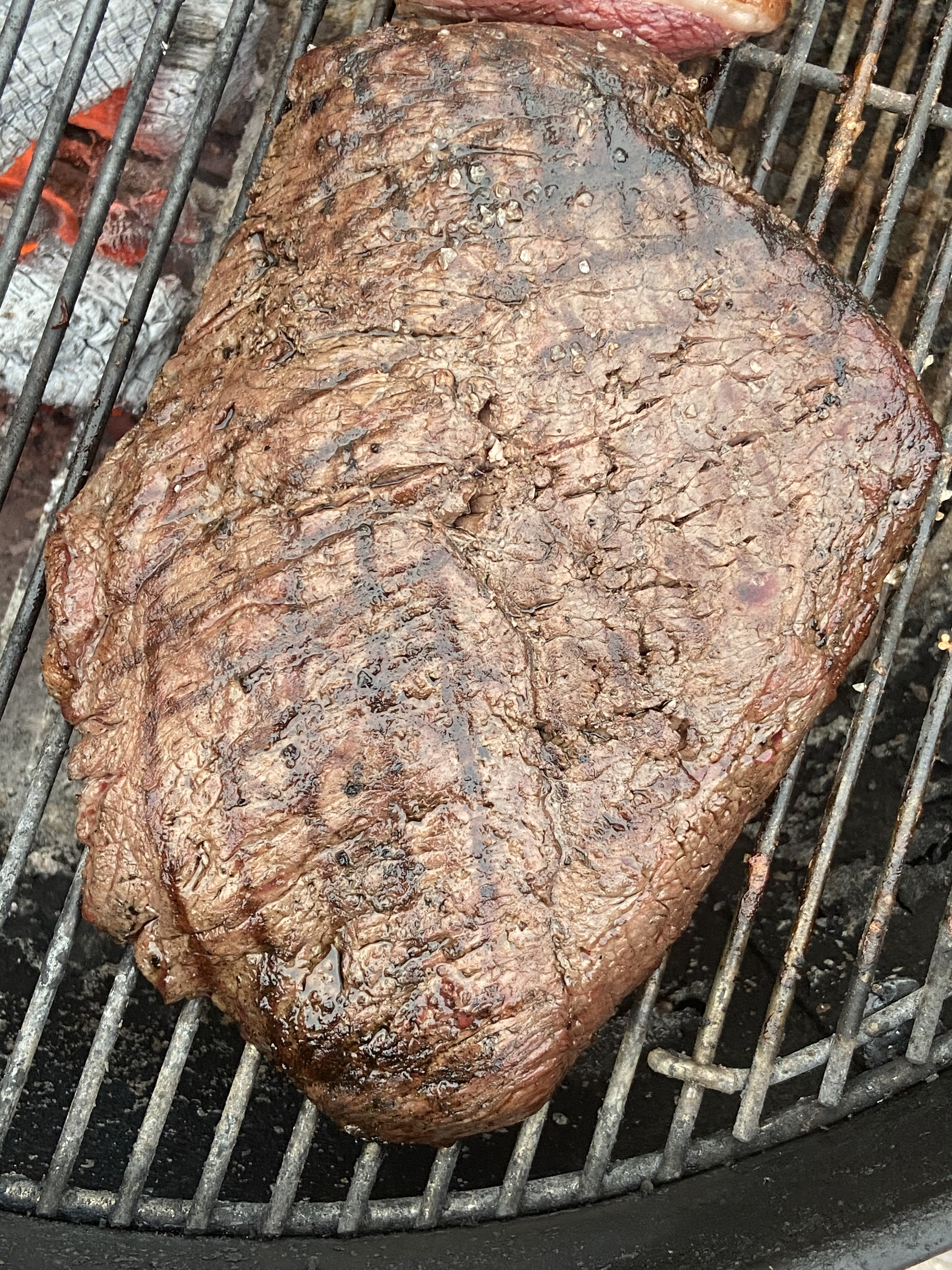
Picanha grillée.
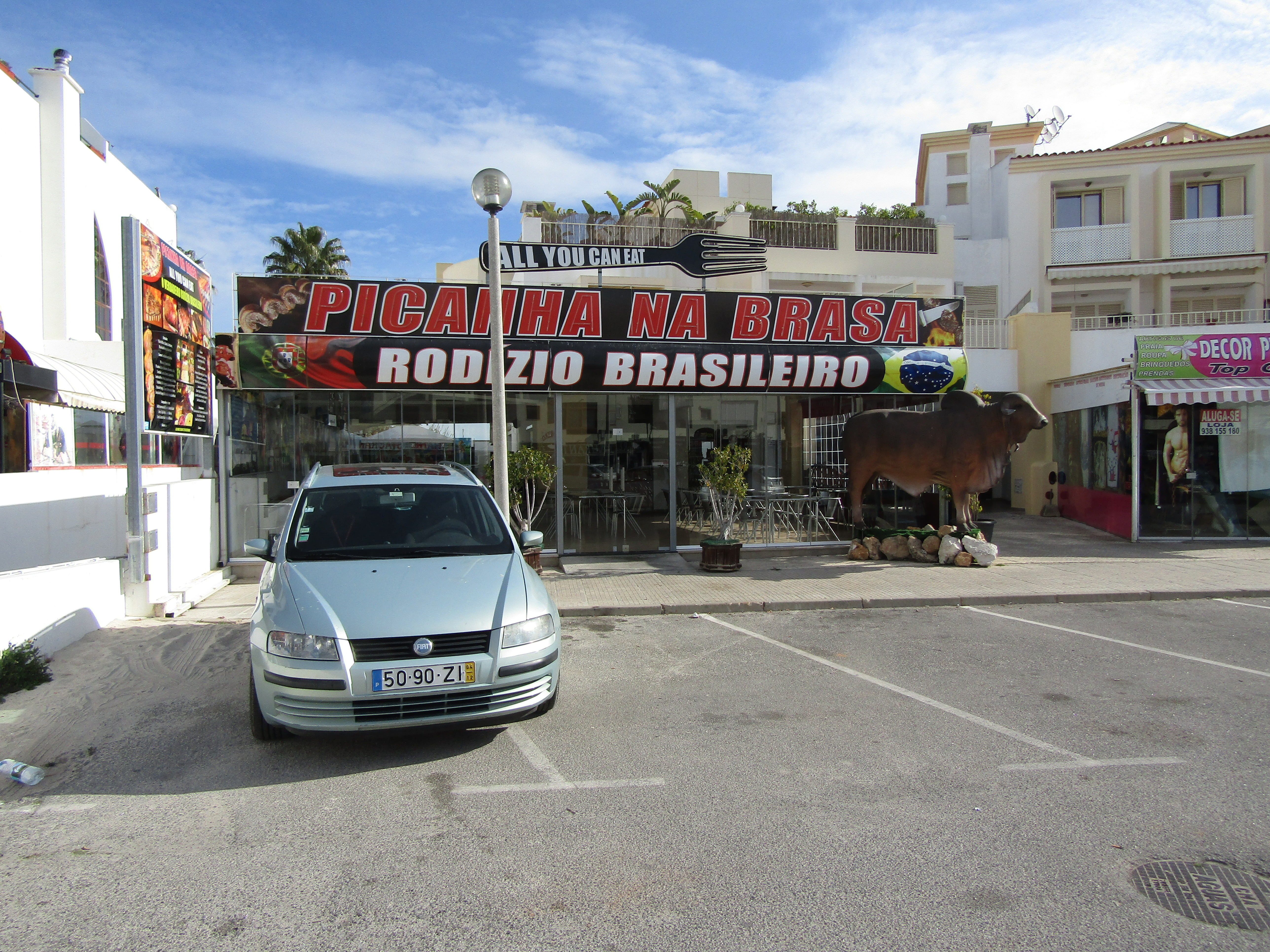
Un restaurant portugais nommé d'après la picanha.